# 石
石 (pierre, caillou) est un kanji composé de 5 traits qui fait partie des clés de base (radical 112). Il fait partie des kyōiku kanji de 1re année.
Son caractère Unicode est 77F3.
Il se lit セキ (seki), コク (koku) ou シャク (shaku) en lecture on et いし (ishi) en lecture kun.
コク (koku) est aussi une unité de volume valant environ 180 litres.

## Exemples
- 小石 (koishi) : caillou.
- 碁石 (goishi) : pions du jeu de go.
- 石炭 (sekitan) : charbon.
- 石鹸 (sekken) : savon.
- 石油 (sekiyu) : pétrole.